# Carlos Roberto (treinador de futebol)
Carlos Roberto de Carvalho, mais conhecido como Carlos Roberto (Rio de Janeiro, 1 de maio de 1948), é um ex-treinador e ex-futebolista brasileiro, que atuava como volante. Atualmente é empresário de jogador.
É o quinto jogador que mais atuou pelo Botafogo, com o mesmo número de jogos que Quarentinha e Manga, com 442 jogos.

## Como jogador
Revelado nas categorias de base do Botafogo, onde, entre 1967 e 1975 atuou na posição de volante e marcou 15 gols envergando a Camisa do Glorioso.
Chegou à Seleção Brasileira pela primeira vez aos 19 anos em 1967. Tendo atuado pela Seleção por 4 anos, inclusive sendo convocado na relação de 40 jogadores para a Copa do Mundo de 1970.
Carlos Roberto foi tricampeão da Pequena Copa do Mundo em 1967, 1968 e 1970, campeão da Taça Brasil em 1968, bicampeão da Taça Guanabara e bicampeão carioca pelo Botafogo, ambos em 1967 e 1968.
Após jogar no Botafogo jogou no Santos, no Atlético Paranaense, no Fluminense, no Bangu, CSA e no Bonsucesso, onde encerrou a carreira de jogador e começou a de técnico.

### Como treinador
Iniciou em 1982 a carreira de treinador no próprio Bonsucesso, onde acabou a carreira de jogador.
Carlos Roberto ainda passou por outros clubes do Rio de Janeiro: Madureira (1983; 2008), Bangu (1983), Americano (1984), Cabofriense (1985) além do Botafogo (1985; 1996 e 2006). Após sucesso pelo Cabofriense no Estadual de 1985 o Treinador retornava ao Botafogo.
O treinador foi chamado para treinar o Al-Ta'ee da Arábia Saudita, era sua primeira experiência no Oriente Médio, local onde estava por fazer muito sucesso. Foi sua primeira passagem, onde ficou por 4 temporadas entre 1985 e 1989.
Voltou para o Brasil para treinar o América-MG e depois reingressou para a Ásia para comandar a Seleção Tailandesa de Futebol por 2 anos (1990-1991).
Mais uma vez retorna para o Oriente Médio para trabalhar no Al-Wahda Club dos Emirados Arabes Unidos onde ficou de 1992 a 1995.
Em 1996, retorna pela 2ª vez ao Botafogo.
Em seguida retornou para Arábia Saudita para a sua 2.º passagem no Al-Ta'ee (1996-1997).
Posteriormente também na Arábia assumiu o Al- Taawoun (1997-1998), Al- Khor do Catar em (1998-1999) e finalizando sua segunda passagem no mundo árabe assumiu o Al-Shabab (1999) onde conquistou a (Arab Cup) Título mais importante da história do Clube.
Ao final dessa passagem foi mais uma vez para Minas Gerais, desta vez para comandar o Rio Branco de Andradas em 2000.
Foi pela terceira vez para a Arábia Saudita, desta vez para treinar o Al-Ansar (2000-2002) e depois o Al-Riyadh (2005). Neste período assume pela 2.º vez a Seleção da Tailândia (2003-2004) onde se sagrou Bicampeão do SEA Games.
No final de 2005, recebeu um convite do Botafogo, onde iniciaria sua terceira e melhor passagem. Iniciou em 2006 o trabalho no clube que o projetou como jogador: o Botafogo. Lá foi campeão da Taça Guanabara e do Campeonato Carioca naquele ano, tendo vencido o America e o Madureira na final dos dois torneios, respectivamente. Carlos Roberto igualou, assim, o feito de Mário Zagallo, que até então tinha sido o único protagonista do futebol a ser campeão pelo Botafogo como jogador e técnico. Após o sucesso permaneceu para a disputa do Campeonato Brasileiro de 2006.
Em 2007, Carlos Roberto foi anunciado como o novo treinador do America para o Campeonato Brasileiro do mesmo ano.
No ano seguinte em 2008, comandou o Madureira no Campeonato Carioca, tendo deixado o cargo para trabalhar no exterior, retornando pela terceira vez ao Futebol Asiático, primeiramente contribuindo na reestruturação da seleção tailandesa como diretor técnico de todas as categorias. Logo após dirigiu de 2009 a 2010 o Bangkok Glass FC da Tailândia onde se sagrou campeão da Singapore Cup em 2010. Teve também passagens pelo Muangthong United FC (2011) e Insee Police United FC (2014) ambos da Tailândia.
Carlos Roberto sempre teve sua carreira marcada e pontuada por retornos. Além dos títulos e das boas campanhas, sua atuação na melhora da estrutura dos clubes por onde passou também foi marcante.
Desta vez, após 30 anos, retornou pela 4.º vez a Arábia Saudita para sua 3.º passagem no Al- Ta'ee (2015-2016).

## Títulos

### Como jogador
Botafogo
- Taça Brasil: 1968
- Campeonato Carioca[7]: 1967 e 1968
- Taça Guanabara: 1967 e 1968
- Triangular de Caracas: 1967, 1968 e 1970

### Como treinador
Bonsucesso
- Torneio Incentivo Manoel Gomes da Silva: 1982
- Campeonato Carioca da 2.º divisão: 1984

Madureira
- Campeonato Carioca da 2.º divisão: 1983

Bangu
- Copa Carlos Teixeira Martins: 1983

Al- Ta'ee SC
- Copa Região Norte: 1987

Seleção Tailandesa
- Sea Games: 1991, 2003

Al Wahda FC
- Federation Cup: 1995

Al Shabab FC (Arábia Saudita)
- Arab Cup: 1999

Botafogo
- Taça Guanabara: 2006
- Campeonato Carioca: 2006

Bangkok Glass FC
- Singapore Cup: 2010